# Gornje Lipovo
Gornje Lipovo (en serbe cyrillique : Горње Липово) est un village du centre du Monténégro, dans la municipalité de Kolašin.

## Démographie

### Évolution historique de la population
| 1948 | 1953 | 1961 | 1971 | 1981 | 1991 | 2003 |
| ---- | ---- | ---- | ---- | ---- | ---- | ---- |
| 223  | 252  | 238  | 191  | 147  | 120  | 134  |